# Selumetinib
Le selumetinib est une molécule inhibitrice des MEK1 et MEK2 (deux MAPK kinases) en cours de test dans le traitement de certains cancers.

## Résultats
Il a été testé dans certaines formes de cancer de la thyroïde, dans le cancer bronchique non à petites cellules, dans certains types de mélanomes et dans les neurofibromes plexiformes dans la neurofibromatose de type I, avec des résultats prometteurs.